# Hylochoerus meinertzhageni
L'ilochero (Hylochoerus meinertzhageni, Thomas 1904) è un mammifero della famiglia Suidae, e unico rappresentante del suo genere. È diffuso nelle zone boscose dell'Africa equatoriale.

## Descrizione

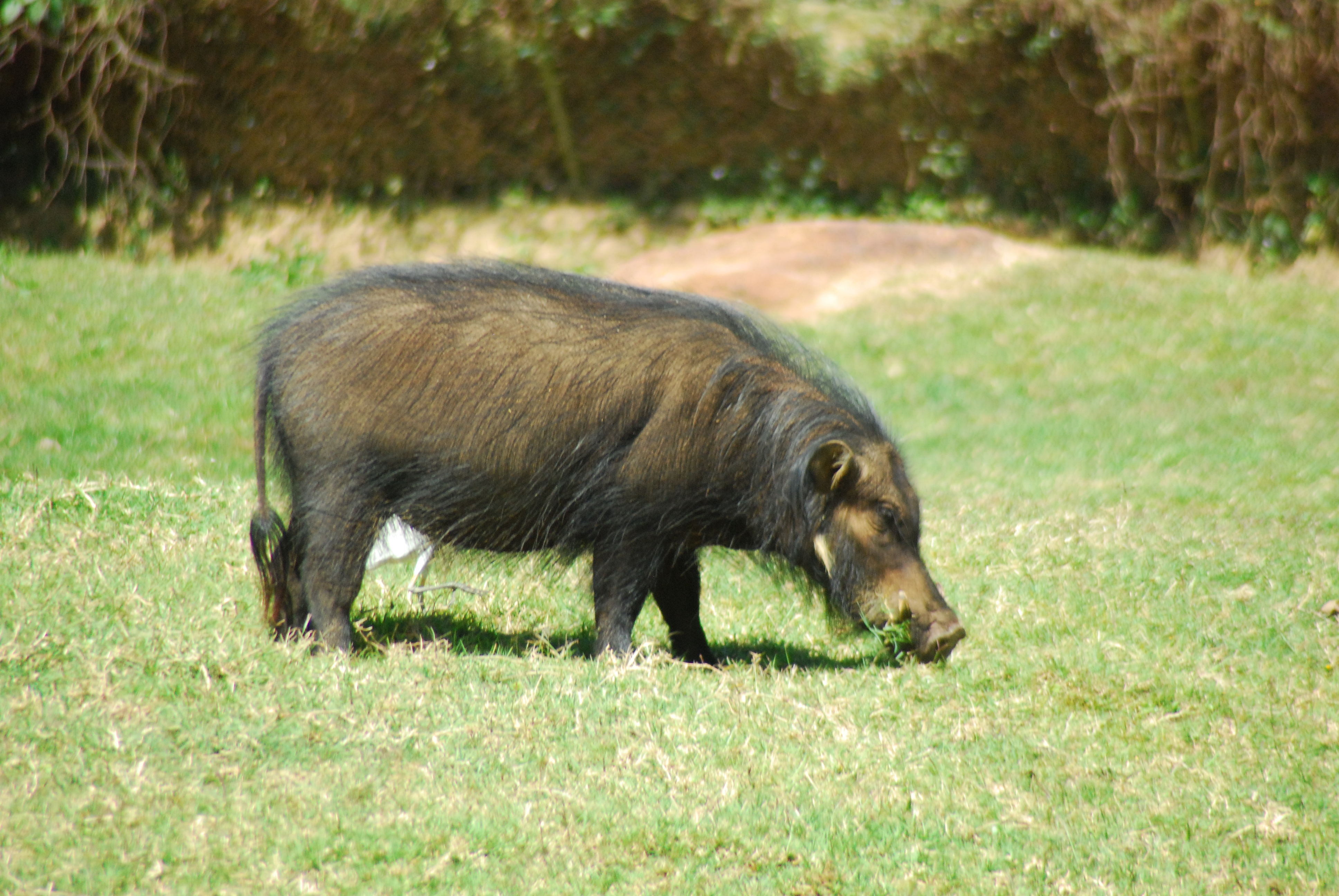
Un ilochero mentre bruca l'erba.

I maschi adulti possono raggiungere i 2 m di lunghezza e i 110 cm di altezza al garrese, con un peso che può superare i 220 kg. Le femmine sono più piccole dei maschi. L'ilochero è generalmente considerato il più grande membro della famiglia Suidae.
A differenza della maggior parte degli altri suidi, l'ilochero ha una folta copertura di pelo, che però tende a diradarsi con l'età. Il pelo è nero corvino in superficie, ma vicino alla pelle diventa di un color arancio intenso. Le orecchie sono abbastanza grandi e romboidali, le zanne sono di dimensioni minori rispetto al facocero ma più grandi che nel potamochero. Ciononostante, esse possono raggiungere una lunghezza di 35 centimetri.
Anche se conosciuto da millenni dalle popolazioni locali, la scoperta di questo animale da parte degli occidentali avvenne solo nel 1904, a causa dei vari tabù e superstizioni che spingevano gli indigeni all'omertà. Il nome specifico gli fu assegnato in onore di Richard Meinertzhagen che ne uccise un esemplare in Kenya e lo spedì via mare al Museo di storia naturale di Londra.

## Distribuzione e habitat
L'ilochero vive nella foresta vergine dell'Africa centro-occidentale, confinato soprattutto nelle aree verdi della Guinea e del Congo. Si spinge tuttavia fino all'altopiano etiopico e nei monti del Ruwenzori. Il suo habitat preferito è costituito dalle foreste inframmezzate a preterie, ma lo si può trovare anche nelle savane alberate e negli ambienti subalpini fino ad un'altitudine di 3.800 metri. L'incapacità di sopportare la bassa umidità o periodi prolungati di esposizione ai raggi diretti del sole fa sì che questi animali siano assenti nelle zone aride o dagli spazi aperti privi di una densa copertura arborea.

## Biologia

### Comportamento
Vive in grossi gruppi di 20 o più individui composti dalle femmine con i piccoli e spesso un unico vecchio maschio. Subito prima della nascita della prole, però, le coppie si isolano e non tollerano la presenza di altri individui. Questo fatto ne pregiudica l'addomesticabilità e l'allevamento in cattività, poiché questi animali richiederebbero grandi spazi. Per il resto, è molto meno aggressivo degli altri suidi. Quando i piccoli hanno circa una settimana di vita, le femmine ritornano con il branco e tutti i membri del gruppo si prendono cura dell'allevamento e della protezione dei nuovi nati. L'ilochero è considerato un animale notturno, tuttavia nei periodi più freddi è facile avvistarlo anche durante il giorno ed è stato suggerito che sia diurno nelle regioni dove non si sente minacciato dalla presenza dell'uomo.

### Alimentazione
Presenta una dieta molto più strettamente erbivora rispetto agli altri suidi e non grufola quasi mai per trovare il cibo, che consiste soprattutto di erba, frutta e foglie.

### Predatori
L'ilochero è preda di pochi animali. Vivendo in habitat perlopiù forestali, è al sicuro dal leone, mentre il leopardo attacca preferibilmente i cuccioli e le femmine; ciononostante, alcuni leopardi maschi hanno sviluppato una tecnica particolare per uccidere anche i verri, ovvero gli esemplari maschi: dopo un lungo agguato, il felino balza sulla schiena del suino e, mentre questo si dimena, gli assesta terribili zampate e gli morde il collo. Quindi si ritira, e aspetta che la preda muoia dissanguata. Questa tecnica è comunque potenzialmente molto pericolosa e pochi leopardi specializzati la usano.